# Bruno Bidjang
Bruno Bidjang, de son nom complet François Bruno Bidjang Oba'a Bikoro, est un chroniqueur, journaliste camerounais et directeur de publication à Vision 4 Télévision.
Il est interpellé en février 2024, à Bafoussam, incarcéré au SED par les autorités camerounaises et entendu au tribunal militaire de Yaoundé quelques jours après une chronique décriant l'amorphie des populations du Cameroun, incapables de se révolter contre leurs conditions de vie.
Le 23 août 2024, il est libéré.

## Biographie

### Enfance, éducation et débuts
Bruno Bidjang est originaire du sud du Cameroun. Il est journaliste, formé à l'Issam et passé par l'École supérieure des sciences et techniques de l'information et de communication de Yaoundé (Esstic) sans en être diplômé,.

### Carrière
Bruno Bidjang est journaliste, animateur principal de débats sur Vision 4 Télévision et directeur de la chaine. Il prend plus de place dans la chaine après le licenciement d'Ernest Obama et à l'emprisonnement de Jean-Pierre Amougou Belinga, ce dernier, mentor et figure tutélaire, étant fondateur et propriétaire de la chaine de Télévision basée à Yaoundé.
Il avait été entendu dans le cadre de l'affaire du meurtre du journaliste Martinez Zogo.
En début février 2024, il est en fuite et recherché. Il est interpellé dans la nuit du mardi 6 février 2024, à Bafoussam. Il est incarcéré au SED, la Gendarmerie nationale camerounaise et entendu le jeudi 8 février 2024 au tribunal militaire de Yaoundé. Auparavant, il avait réalisé une chronique sur son mur Facebook où il décriait l'attitude amorphe des populations du Cameroun; prompte à se mobiliser et à se révolter sur des affaires telles celle sur Hervé Bopda et pas assez sur la vie chère et sur ses conditions de vie,,,,,,. 
Le 23 février 2024, il est inculpé et placé en détention à la prison principale de Kondengui à Yaoundé, pour « propagation de fausses nouvelles »,,.
Vision 4 se désolidarise des propos tenus par Bruno Bidjang,. 
Libéré  le 23 aout 2024 du SED, il devra comparaitre libre,. Il est resté incarcéré durant 6 mois et 16 jours, des voix ayant demandé sa libération.